# Cautinella
Cautinella minuta es una especie de araña araneomorfa de la familia Linyphiidae. Es el único miembro del género monotípico Cautinella.

## Distribución
Es un endemismo de Chile donde se encuentra en la vertiente sur del  volcán Villarrica en la provincia de Cautín.